# 具合
| ウィキペディアには「具合」という見出しの百科事典記事はありません（タイトルに「具合」を含むページの一覧/「具合」で始まるページの一覧）。 代わりにウィクショナリーのページ「具合」が役に立つかもしれません。 |